# Rainvillers
Il ne faut pas confondre Rainvillers avec Rhinvillers, une ville d'Allemagne.
Rainvillers est une commune française située dans la région Hauts-de-France, du département de l'Oise et de l'arrondissement de Beauvais.

## Géographie

### Localisation
|                          | Saint-Paul  | Goincourt           |
| Villers-Saint-Barthélemy | Rainvillers | Aux-Marais          |
| Troussures               | Auneuil     | Saint-Léger-en-Bray |

### Hydrographie

#### Réseau hydrographique
La commune est située dans le bassin Seine-Normandie. Elle est drainée par l'Avelon, le ru d'Auneuil, le ruisseau du Moulinet, l'Avelon, le fossé des Prés Capron, le ruisseau de Friancourt et divers autres petits cours d'eau,.
L'Avelon, d'une longueur de 23 km, prend sa source dans la commune de Senantes et se jette  dans Rivière de Saint-Just à Beauvais, après avoir traversé onze communes. 

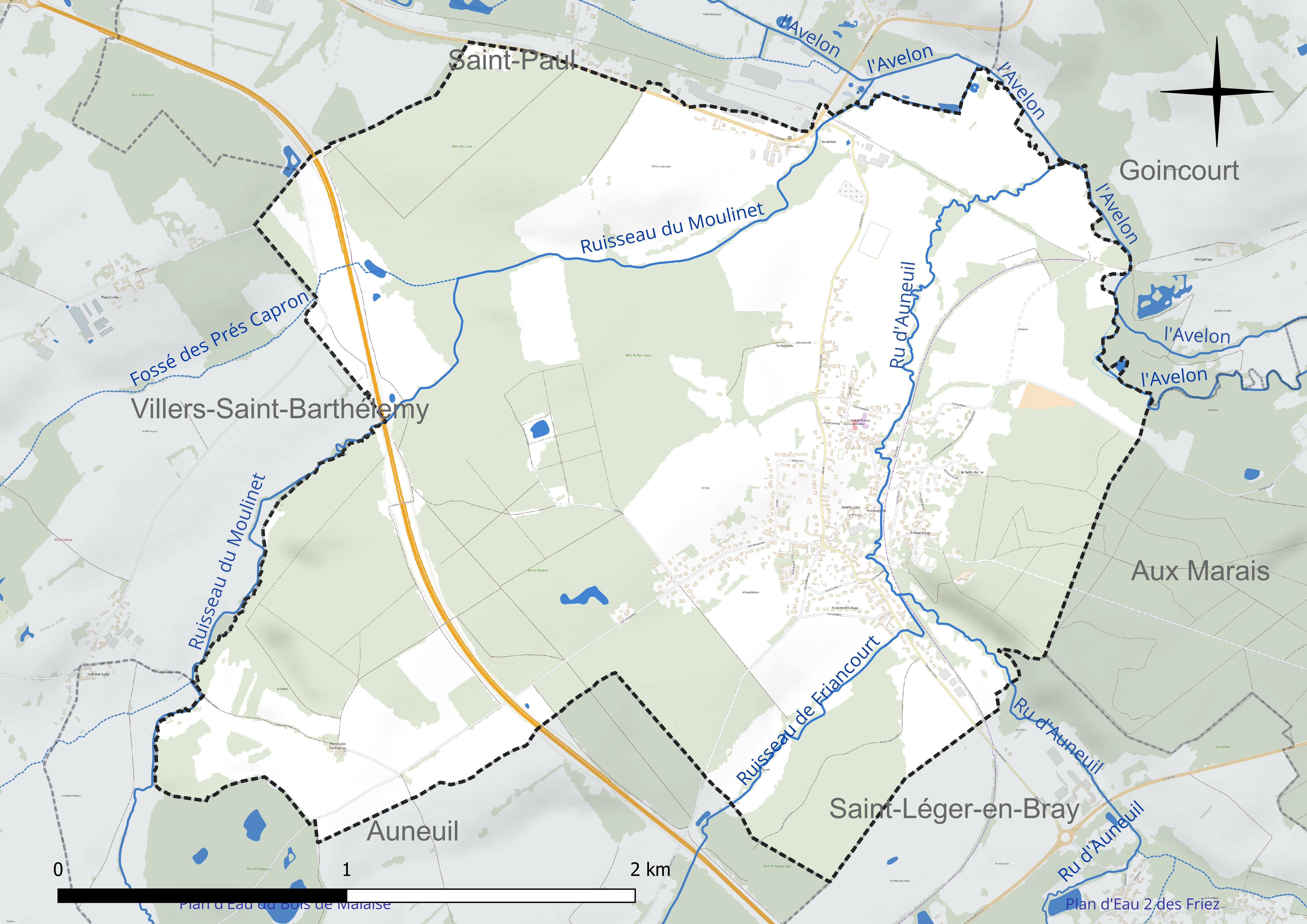
Réseau hydrographique de Rainvillers.

#### Gestion et qualité des eaux
Le territoire communal est couvert par le schéma d'aménagement et de gestion des eaux (SAGE) « Sensée ». Ce document de planification concerne un territoire de 1 219 km2 de superficie, délimité par le bassin versant du Thérain. Le périmètre a été arrêté le 27 janvier 2023 et le SAGE proprement dit est, en 2024, en cours d'élaboration. La structure porteuse de l'élaboration et de la mise en œuvre est le syndicat intercommunal de la Vallée du Thérain (SIVT). 
La qualité des cours d'eau peut être consultée sur un site dédié géré par les agences de l'eau et l'Agence française pour la biodiversité. 

### Climat
Pour des articles plus généraux, voir Climat des Hauts-de-France et Climat de l'Oise.
En 2010, le climat de la commune est de type climat océanique dégradé des plaines du Centre et du Nord, selon une étude du CNRS s'appuyant sur une série de données couvrant la période 1971-2000. En 2020, Météo-France publie une typologie des climats de la France métropolitaine dans laquelle la commune est exposée à un climat océanique et est dans une zone de transition entre les régions climatiques « Sud-ouest du bassin Parisien » et « Nord-est du bassin Parisien ». 
Pour la période 1971-2000, la température annuelle moyenne est de 10,4 °C, avec une amplitude thermique annuelle de 14,3 °C. Le cumul annuel moyen de précipitations est de 744 mm, avec 11,9 jours de précipitations en janvier et 8,1 jours en juillet. Pour la période 1991-2020, la température moyenne annuelle observée sur la station météorologique la plus proche, située sur la commune de Tillé à 10 km à vol d'oiseau, est de 11,0 °C et le cumul annuel moyen de précipitations est de 655,5 mm,. Pour l'avenir, les paramètres climatiques de la commune estimés pour 2050 selon différents scénarios d'émission de gaz à effet de serre sont consultables sur un site dédié publié par Météo-France en novembre 2022.

## Urbanisme

### Typologie
Au 1er janvier 2024, Rainvillers est catégorisée commune rurale à habitat dispersé, selon la nouvelle grille communale de densité à sept niveaux définie par l'Insee en 2022.
Elle appartient à l'unité urbaine de Saint-Paul (Oise), une agglomération intra-départementale regroupant trois  communes, dont elle est une commune de la banlieue,,. Par ailleurs la commune fait partie de l'aire d'attraction de Beauvais, dont elle est une commune de la couronne,. Cette aire, qui regroupe 162 communes, est catégorisée dans les aires de 50 000 à moins de 200 000 habitants,.

### Occupation des sols
L'occupation des sols de la commune, telle qu'elle ressort de la base de données européenne d'occupation biophysique des sols Corine Land Cover (CLC), est marquée par l'importance des forêts et milieux semi-naturels (53,1 % en 2018), en augmentation par rapport à 1990 (51,5 %). La répartition détaillée en 2018 est la suivante : 
forêts (53,1 %), terres arables (21,9 %), prairies (15,9 %), zones urbanisées (9,1 %). L'évolution de l'occupation des sols de la commune et de ses infrastructures peut être observée sur les différentes représentations cartographiques du territoire : la carte de Cassini (XVIIIe siècle), la carte d'état-major (1820-1866) et les cartes ou photos aériennes de l'IGN pour la période actuelle (1950 à aujourd'hui).

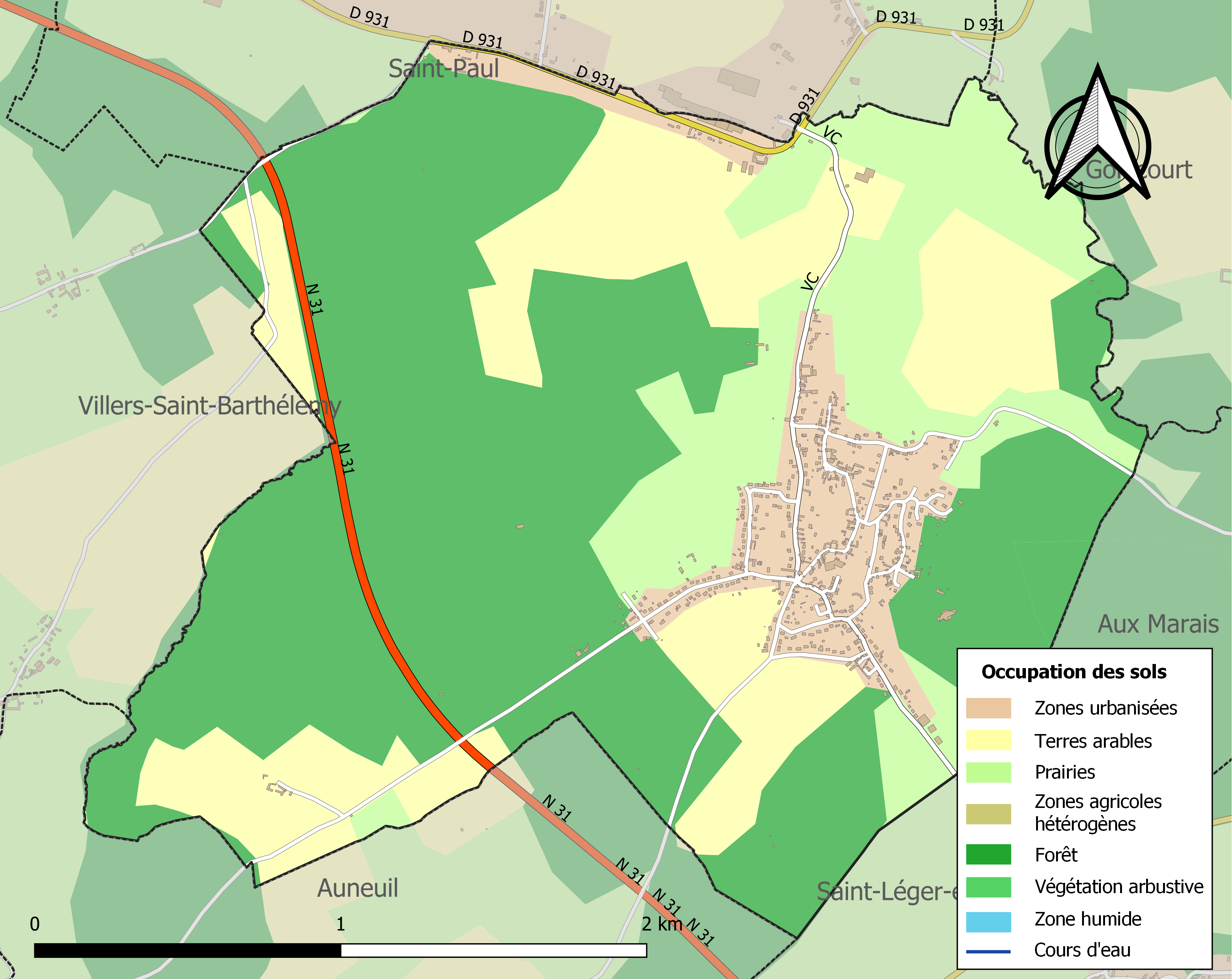
Carte des infrastructures et de l'occupation des sols de la commune en 2018 (CLC).

### Voies de communication et transports
La commune est desservie, en 2023, par la ligne 511, une ligne scolaire et le service de transport à la demande Corolis à la demande - Zone Sud du réseau Corolis ainsi que par les lignes 6138 et 6145 du réseau interurbain de l'Oise.

## Toponymie
Le nom de la localité est attesté sous les formes Rembeviler (1292) ; Raimbeviller (1316) ; Rainevillers (vers 1340) ; Regnevilliers (1355) ; Reimberviller (1373) ; Rainviller (1450) ; Rimberviller (1454) ; Raimberviller (1454) ; Raimbviller (1475) ; Rambviller (XVe) ; Rainbeviller (1503) ; Rainbviller (1549) ; Rainberviller (1560) ; Raimbervillers (1667) ; Raimboviller (XVIIe) ; Rinviller (XVIIe) ; Rainvillers (1840).

## Histoire

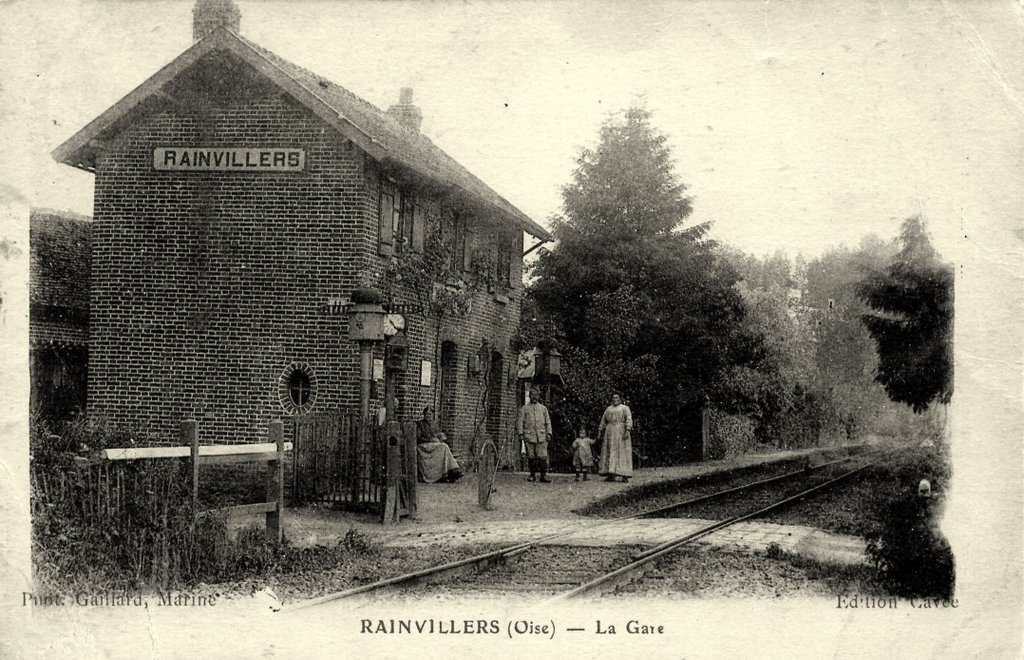
Carte postale de l'ancienne gare.

Rainvillers est située dans la vallée de l'Avelon. Le village est dominé par le bois de Belloy, forêt communale, et traversé par la rivière de l'Avelon.
Il existe des vestiges de la villa romaine des Orgeries.
Le château date du XVIe siècle.
L'église est construite de briques.

## Politique et administration
| Période                                  | Période                     | Identité        | Étiquette | Qualité                        |
| ---------------------------------------- | --------------------------- | --------------- | --------- | ------------------------------ |
| Les données manquantes sont à compléter. |                             |                 |           |                                |
| 1935                                     | 1952 (décès)                | Léon Babin      | SFIO      | Retraité de la Gendarmerie     |
| mars 2001                                | En cours (au 1er Juin 2024) | Laurent Lefèvre |           | Réélu pour le mandat 2020-2026 |

## Population et société

### Démographie

#### Évolution démographique
L'évolution du nombre d'habitants est connue à travers les recensements de la population effectués dans la commune depuis 1793. Pour les communes de moins de 10 000 habitants, une enquête de recensement portant sur toute la population est réalisée tous les cinq ans, les populations de référence des années intermédiaires étant quant à elles estimées par interpolation ou extrapolation. Pour la commune, le premier recensement exhaustif entrant dans le cadre du nouveau dispositif a été réalisé en 2006.

En 2022, la commune comptait 892 habitants, en évolution de +0,45 % par rapport à 2016 (Oise : +0,87 %, France hors Mayotte : +2,11 %).
| 1793 | 1800 | 1806 | 1821 | 1831 | 1836 | 1841 | 1846 | 1851 |
| ---- | ---- | ---- | ---- | ---- | ---- | ---- | ---- | ---- |
| 330  | 313  | 387  | 350  | 424  | 420  | 407  | 414  | 405  |

| 1856 | 1861 | 1866 | 1872 | 1876 | 1881 | 1886 | 1891 | 1896 |
| ---- | ---- | ---- | ---- | ---- | ---- | ---- | ---- | ---- |
| 419  | 439  | 414  | 314  | 414  | 406  | 464  | 431  | 483  |

| 1901 | 1906 | 1911 | 1921 | 1926 | 1931 | 1936 | 1946 | 1954 |
| ---- | ---- | ---- | ---- | ---- | ---- | ---- | ---- | ---- |
| 593  | 546  | 545  | 527  | 608  | 543  | 455  | 526  | 574  |

| 1962 | 1968 | 1975 | 1982 | 1990 | 1999 | 2006 | 2011 | 2016 |
| ---- | ---- | ---- | ---- | ---- | ---- | ---- | ---- | ---- |
| 578  | 663  | 736  | 869  | 863  | 886  | 857  | 871  | 888  |

| 2021 | 2022 | - | - | - | - | - | - | - |
| ---- | ---- | - | - | - | - | - | - | - |
| 899  | 892  | - | - | - | - | - | - | - |

#### Pyramide des âges
En 2018, le taux de personnes d'un âge inférieur à 30 ans s'élève à 29,8 %, soit en dessous de la moyenne départementale (37,3 %). À l'inverse, le taux de personnes d'âge supérieur à 60 ans est de 29,3 % la même année, alors qu'il est de 22,8 % au niveau départemental.
En 2018, la commune comptait 460 hommes pour 467 femmes, soit un taux de 50,38 % de femmes, légèrement inférieur au taux départemental (51,11 %).
Les pyramides des âges de la commune et du département s'établissent comme suit.
| Hommes | Classe d’âge | Femmes |
| ------ | ------------ | ------ |
| 0,0    | 90 ou +      | 0,7    |
| 6,6    | 75-89 ans    | 7,7    |
| 21,9   | 60-74 ans    | 21,8   |
| 23,4   | 45-59 ans    | 21,5   |
| 17,3   | 30-44 ans    | 19,5   |
| 13,9   | 15-29 ans    | 12,7   |
| 16,8   | 0-14 ans     | 16,2   |

| Hommes | Classe d’âge | Femmes |
| ------ | ------------ | ------ |
| 0,5    | 90 ou +      | 1,4    |
| 5,5    | 75-89 ans    | 7,6    |
| 15,6   | 60-74 ans    | 16,3   |
| 20,8   | 45-59 ans    | 20     |
| 19,4   | 30-44 ans    | 19,4   |
| 17,6   | 15-29 ans    | 16,2   |
| 20,6   | 0-14 ans     | 19,1   |

### Sports et loisirs
- Football : FC Rainvillers, équipe de football.

## Culture locale et patrimoine

### Lieux et monuments
- Salle des fêtes (Mont Rouge).
- Gymnase (Mont Rouge).
- Stade.